# Oscar di Prussia
Oscar di Germania e Prussia (nome completo  Oskar Karl Gustav Adolf Prinz von Preußen) (Potsdam, 27 luglio 1888 – Monaco di Baviera, 27 gennaio 1958), membro della famiglia degli Hohenzollern, fu principe di Prussia.

## Biografia

### Famiglia d'origine
Suo padre era l'imperatore Guglielmo II di Germania, figlio di Federico III di Germania e di Vittoria di Sassonia-Coburgo-Gotha, nata principessa reale del Regno Unito; sua madre era l'imperatrice Augusta Vittoria di Schleswig-Holstein-Sonderburg-Augustenburg, figlia del principe Federico VIII di Schleswig-Holstein-Sonderburg-Augustenburg e della principessa Adelaide di Hohenlohe-Langenburg.
Venne educato, come cadetto, a Plön. Nel 1902 si fratturò la clavicola dopo una caduta dalle sbarre.

### Carriera
Durante i primi mesi della prima guerra mondiale, comandò la Grenadierregiment "Konig Wilhelm I." con il grado di colonnello. Manfred von Richthofen assistette, il 22 agosto 1914, all'attacco a Virton, in Belgio, e scrisse del coraggio del principe Oscar. Dopo la battaglia di Verdun, trascorse il resto dell'anno lontano dal campo di battaglia per problemi di cuore.
Nel corso del 1930, la famiglia Hohenzollern tentò di sondare il terreno per un ritorno al potere attraverso il nazionalsocialismo. Quando divenne più evidente che non ci sarebbe stata la restaurazione della monarchia attraverso i nazisti, la famiglia cominciò a cadere in disgrazia agli occhi di Hitler, con l'eccezione del fratello di Oscar, Augusto Guglielmo.

### Matrimonio
Il 31 luglio del 1914 Oscar sposò la contessa Ina Maria di Bassewitz-Levetzow, figlia del conte Carlo Enrico di Bassewitz-Levetzow e della contessa Margherita di Schulenburg. Entrambe le cerimonie ebbero luogo presso Schloss Bellevue, nei pressi di Berlino.
Si trattava di un matrimonio morganatico e Ina, prima della celebrazione delle nozze, venne creata contessa di Ruppin. Nel 1920 a lei e ai suoi figli venne concesso il rango di principi e principesse di Prussia, con il trattamento di Altezza reale.

### Morte
La salute del principe Oscar peggiorò durante gli ultimi anni della sua vita. Morì di cancro allo stomaco in una clinica di Monaco di Baviera, il 27 gennaio 1958.

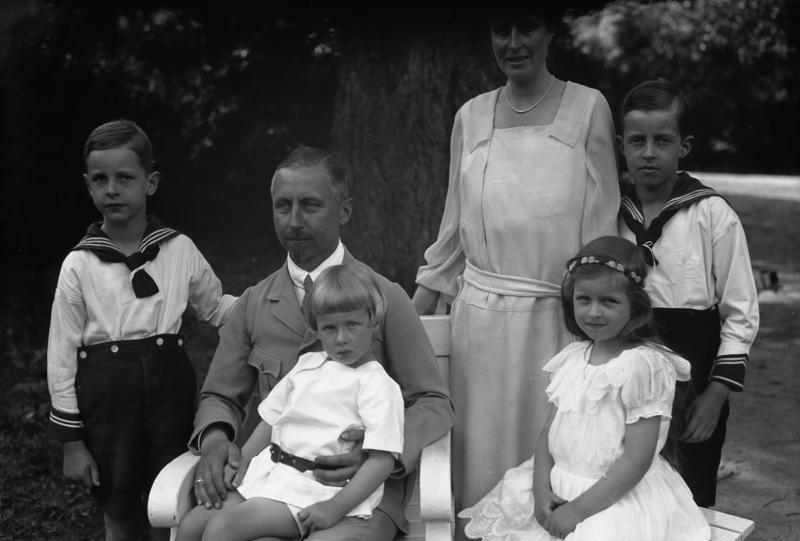
Oscar e Ina con i figli.

## Discendenza
Oscar ed Ina Maria ebbero quattro figli:
- Oscar Guglielmo (1915-1939);
- Burchard Federico (1917-1988);
- Herzeleide Ina Maria (1918-1989);
- Guglielmo Carlo (1922-2007).

## Ascendenza
|                                                                |                                                         |                                                                     | Genitori                                   |  |  | Nonni |  |  | Bisnonni                |  |  | Trisnonni                         |  |
|                                                                |                                                         |                                                                     |                                            |  |  |       |  |  | Guglielmo I di Germania |  |  | Federico Guglielmo III di Prussia |  |
|                                                                |                                                         |                                                                     |                                            |  |  |       |  |  | Guglielmo I di Germania |  |  | Federico Guglielmo III di Prussia |  |
|                                                                |                                                         | Luisa di Meclemburgo-Strelitz                                       |                                            |  |  |       |  |  | Guglielmo I di Germania |  |  |                                   |  |
| Federico III di Germania                                       |                                                         |                                                                     |                                            |  |  |       |  |  | Guglielmo I di Germania |  |  |                                   |  |
|                                                                |                                                         | Augusta di Sassonia-Weimar-Eisenach                                 | Carlo Federico di Sassonia-Weimar-Eisenach |  |  |       |  |  |                         |  |  |                                   |  |
|                                                                |                                                         | Augusta di Sassonia-Weimar-Eisenach                                 | Carlo Federico di Sassonia-Weimar-Eisenach |  |  |       |  |  |                         |  |  |                                   |  |
|                                                                |                                                         | Augusta di Sassonia-Weimar-Eisenach                                 | Marija Pavlovna di Russia                  |  |  |       |  |  |                         |  |  |                                   |  |
| Guglielmo II di Germania                                       |                                                         | Augusta di Sassonia-Weimar-Eisenach                                 |                                            |  |  |       |  |  |                         |  |  |                                   |  |
|                                                                |                                                         | Alberto di Sassonia-Coburgo-Gotha                                   | Ernesto I di Sassonia-Coburgo-Gotha        |  |  |       |  |  |                         |  |  |                                   |  |
|                                                                |                                                         | Alberto di Sassonia-Coburgo-Gotha                                   | Ernesto I di Sassonia-Coburgo-Gotha        |  |  |       |  |  |                         |  |  |                                   |  |
|                                                                |                                                         | Alberto di Sassonia-Coburgo-Gotha                                   | Luisa di Sassonia-Gotha-Altenburg          |  |  |       |  |  |                         |  |  |                                   |  |
| Vittoria di Sassonia-Coburgo-Gotha                             |                                                         | Alberto di Sassonia-Coburgo-Gotha                                   |                                            |  |  |       |  |  |                         |  |  |                                   |  |
|                                                                |                                                         | Vittoria del Regno Unito                                            | Edoardo Augusto di Hannover                |  |  |       |  |  |                         |  |  |                                   |  |
|                                                                |                                                         | Vittoria del Regno Unito                                            | Edoardo Augusto di Hannover                |  |  |       |  |  |                         |  |  |                                   |  |
|                                                                |                                                         | Vittoria del Regno Unito                                            | Vittoria di Sassonia-Coburgo-Saalfeld      |  |  |       |  |  |                         |  |  |                                   |  |
| Oscar di Prussia                                               |                                                         | Vittoria del Regno Unito                                            |                                            |  |  |       |  |  |                         |  |  |                                   |  |
|                                                                | Cristiano di Schleswig-Holstein-Sonderburg-Augustenburg | Federico Cristiano II di Schleswig-Holstein-Sonderburg-Augustenburg |                                            |  |  |       |  |  |                         |  |  |                                   |  |
|                                                                | Cristiano di Schleswig-Holstein-Sonderburg-Augustenburg | Federico Cristiano II di Schleswig-Holstein-Sonderburg-Augustenburg |                                            |  |  |       |  |  |                         |  |  |                                   |  |
|                                                                | Cristiano di Schleswig-Holstein-Sonderburg-Augustenburg | Luisa Augusta di Danimarca                                          |                                            |  |  |       |  |  |                         |  |  |                                   |  |
| Federico VIII di Schleswig-Holstein-Sonderburg-Augustenburg    | Cristiano di Schleswig-Holstein-Sonderburg-Augustenburg |                                                                     |                                            |  |  |       |  |  |                         |  |  |                                   |  |
|                                                                |                                                         | Luisa Sofia di Danneskiold-Samsøe                                   | Cristiano Corrado di Danneskiold-Samsøe    |  |  |       |  |  |                         |  |  |                                   |  |
|                                                                |                                                         | Luisa Sofia di Danneskiold-Samsøe                                   | Cristiano Corrado di Danneskiold-Samsøe    |  |  |       |  |  |                         |  |  |                                   |  |
|                                                                |                                                         | Luisa Sofia di Danneskiold-Samsøe                                   | Giovanna Kaas di Mur                       |  |  |       |  |  |                         |  |  |                                   |  |
| Augusta Vittoria di Schleswig-Holstein-Sonderburg-Augustenburg |                                                         | Luisa Sofia di Danneskiold-Samsøe                                   |                                            |  |  |       |  |  |                         |  |  |                                   |  |
|                                                                |                                                         | Ernesto I di Hohenlohe-Langenburg                                   | Carlo Ludovico I di Hohenlohe-Langenburg   |  |  |       |  |  |                         |  |  |                                   |  |
|                                                                |                                                         | Ernesto I di Hohenlohe-Langenburg                                   | Carlo Ludovico I di Hohenlohe-Langenburg   |  |  |       |  |  |                         |  |  |                                   |  |
|                                                                |                                                         | Ernesto I di Hohenlohe-Langenburg                                   | Amalia Enrichetta di Solms-Baruth          |  |  |       |  |  |                         |  |  |                                   |  |
| Adelaide di Hohenlohe-Langenburg                               |                                                         | Ernesto I di Hohenlohe-Langenburg                                   |                                            |  |  |       |  |  |                         |  |  |                                   |  |
|                                                                |                                                         | Feodora di Leiningen                                                | Emilio Carlo di Leiningen                  |  |  |       |  |  |                         |  |  |                                   |  |
|                                                                |                                                         | Feodora di Leiningen                                                | Emilio Carlo di Leiningen                  |  |  |       |  |  |                         |  |  |                                   |  |
|                                                                |                                                         | Feodora di Leiningen                                                | Vittoria di Sassonia-Coburgo-Saalfeld      |  |  |       |  |  |                         |  |  |                                   |  |
|                                                                |                                                         | Feodora di Leiningen                                                |                                            |  |  |       |  |  |                         |  |  |                                   |  |